# Conde da Arriaga
O título de Conde da Arriaga foi criado por decreto de 19 de Abril de 1890 do rei D. Carlos I de Portugal a favor de Joaquim Pinto de Magalhães, 1.º visconde da Arriaga.

## Titulares
1. Joaquim Pinto de Magalhães, 1.º visconde da Arriaga
2. José Macedo de Oliveira Soares, 2.º visconde da Arriaga
O título encontra-se actualmente extinto.